# Tricholeon relictus
Tricholeon relictus is een insect uit de familie van de mierenleeuwen (Myrmeleontidae), die tot de orde netvleugeligen (Neuroptera) behoort.
Tricholeon relictus is voor het eerst wetenschappelijk beschreven door Hölzel & Monserrat in 2002.

## Voorkomen
De soort komt voor in het zuiden van Spanje.